# Санвика
Санвика (на норвежки: Sandvika) е град в южна Норвегия, община Берум на фюлке Акешхус. Намира се на 15 km западно от столицата Осло. Има жп гара. Главен административен център на община Берум. Получава статут на град на 4 юни 2004 г. Търговски център. Население 4742 жители според данни от преброяването към 1 януари 2005 г.

## Личности
През зимата на 1895 г. в Санвика живее френският художник Клод Моне.